# George Steinbrenner
Pour les articles homonymes, voir Steinbrenner.
George Michael Steinbrenner III, surnommé The Boss, né le 4 juillet 1930 à Rocky River (Ohio) et mort le 13 juillet 2010 à Tampa (Floride) est un homme d'affaires américain.
Propriétaire des Yankees de New York et des Devils du New Jersey, il est connu pour avoir publiquement mené des campagnes dans le but de hausser le salaire des joueurs, il est l'une des figures les plus controversées du sport.

## Biographie

### Origines familiales
George Steinbrenner est né à Rocky River dans l'Ohio. Il est le seul fils de Rita (née Haley) et d'Henry George Steinbrenner II. Sa mère était une immigrante irlandaise qui avait changé son nom d'O'Haley en Haley. Son père était de descendance allemande et avait été un haltérophile de classe mondiale. George a été nommé d'après son grand-père paternel, George Michael Steinbrenner II. Il a deux sœurs plus jeunes, Susan et Judy.

### Carrière
Propriétaire des Yankees de New York et des Devils du New Jersey. Connu pour avoir publiquement mené des campagnes dans le but de hausser le salaire des joueurs, il est l'une des figures les plus controversées du sport. 
Connu comme un cadre du baseball, Steinbrenner a gagné le surnom de The Boss. Il a tendance à se mêler des décisions quotidiennes sur le terrain et à embaucher et licencier (et parfois réengager) des gestionnaires. L'ancien manager des Yankees Dallas Green lui a donné le surnom dérisoire de Manager George. 
De 1973 à sa mort en juillet 2010, il dirige les Yankees, la plus longue période de l'histoire du club durant laquelle ils ont remporté sept titres des World Series.

### Décès
Il décède après avoir subi une crise cardiaque dans sa maison de Tampa le matin du 13 juillet 2010, le jour du 81e match des étoiles.

## Dans la culture populaire
Son personnage a été parodié par Larry David dans la Sitcom Seinfeld.